# كريستينه هامن

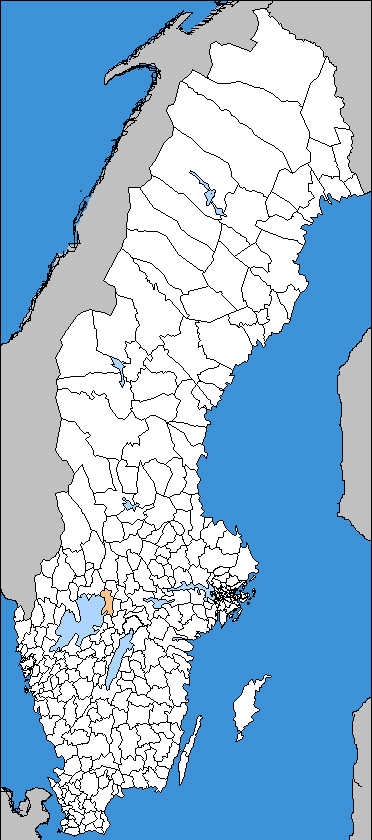
موقع مدينة كريستينه هامن في السويد

كريستينه هامن (بالسويدية Kristinehamn) وهي مدينة سويدية تقع إلى الغرب من مدينة ستوكهولم في محافظة فيرم لاند بمقاطعة فيرم لاند يبلغ عدد سكان كريستينه هامن حوالي 17839 نسمة حسب إحصائيات سنة 2010.

## معرض صور

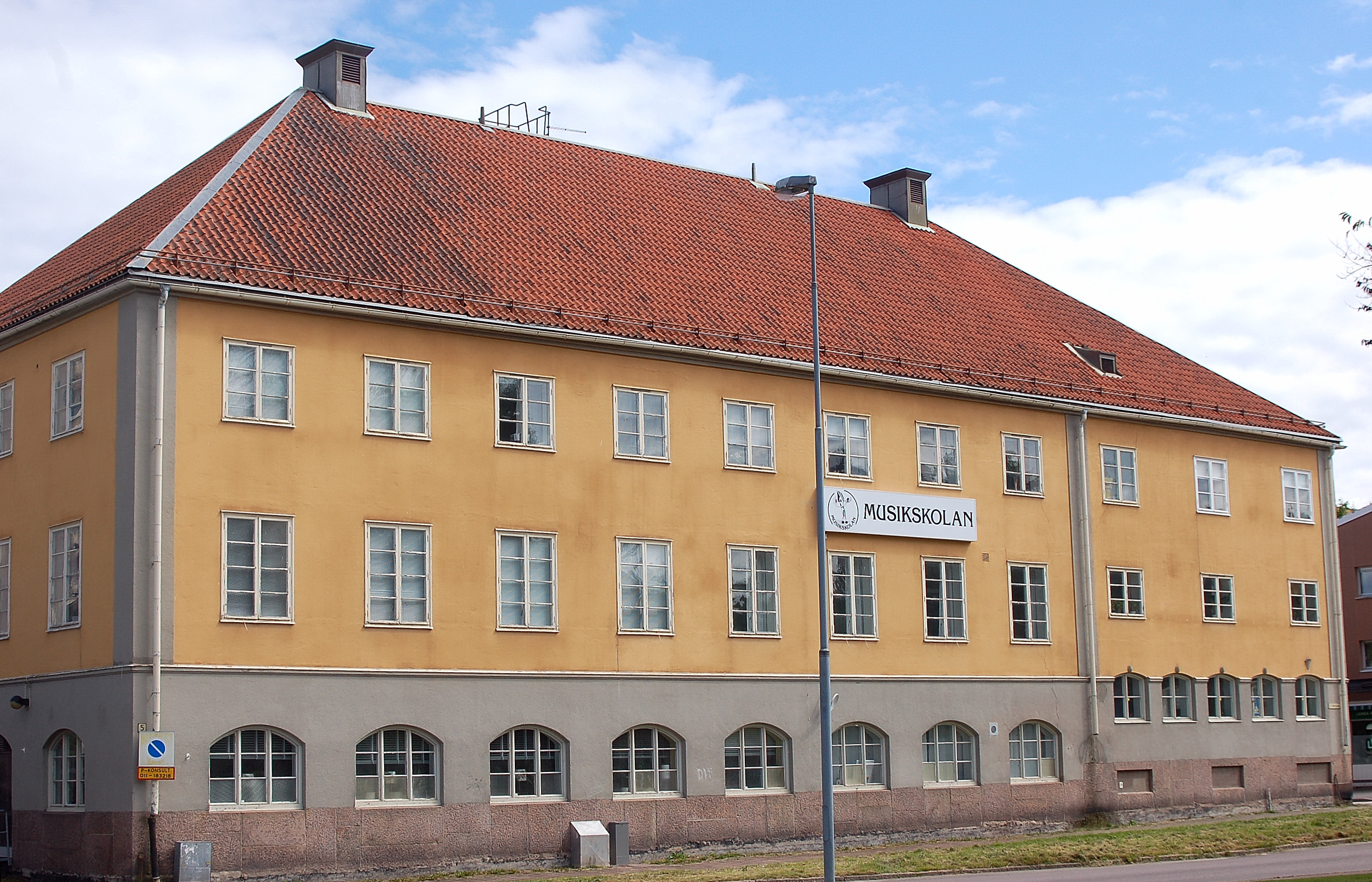
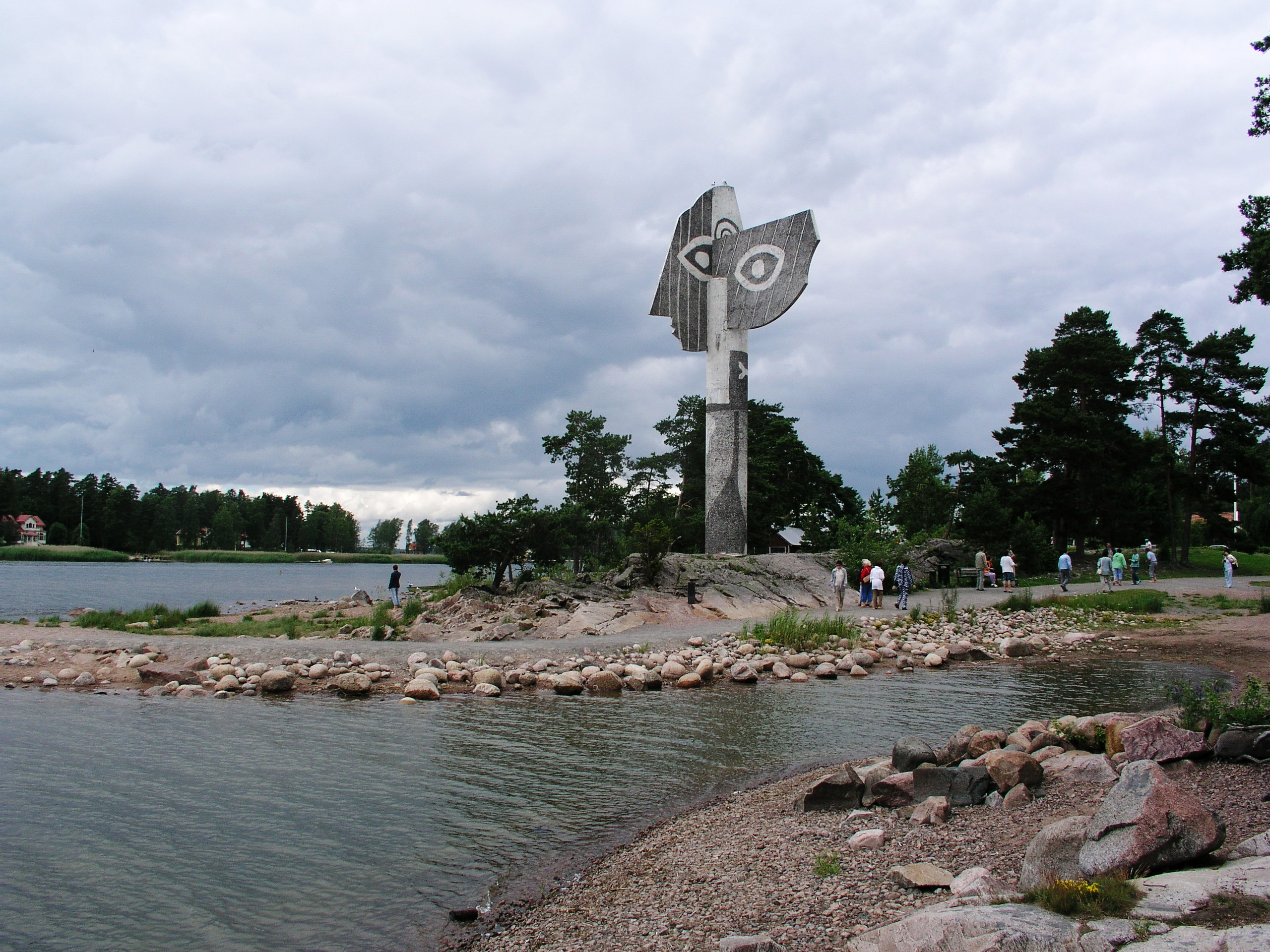
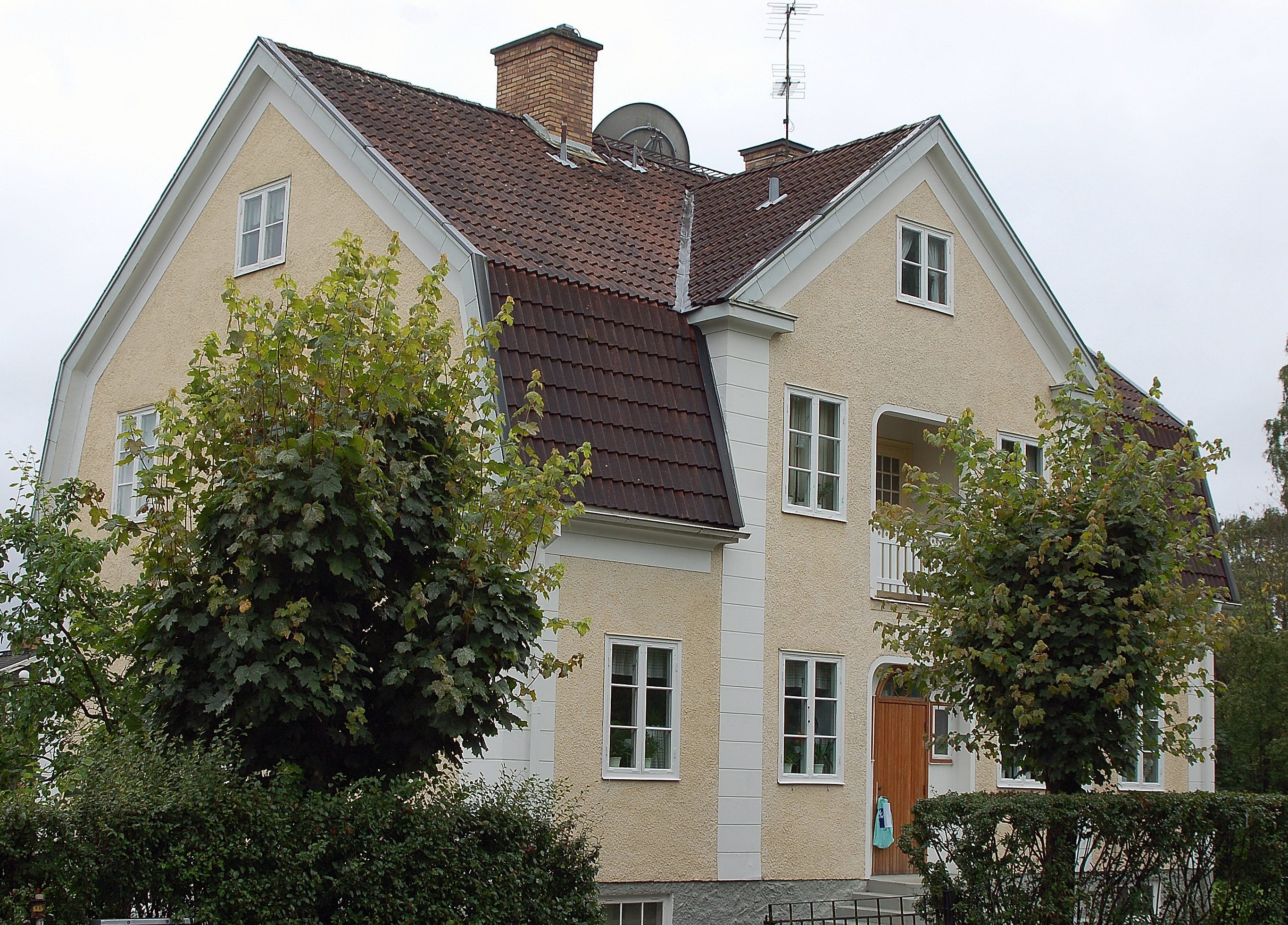
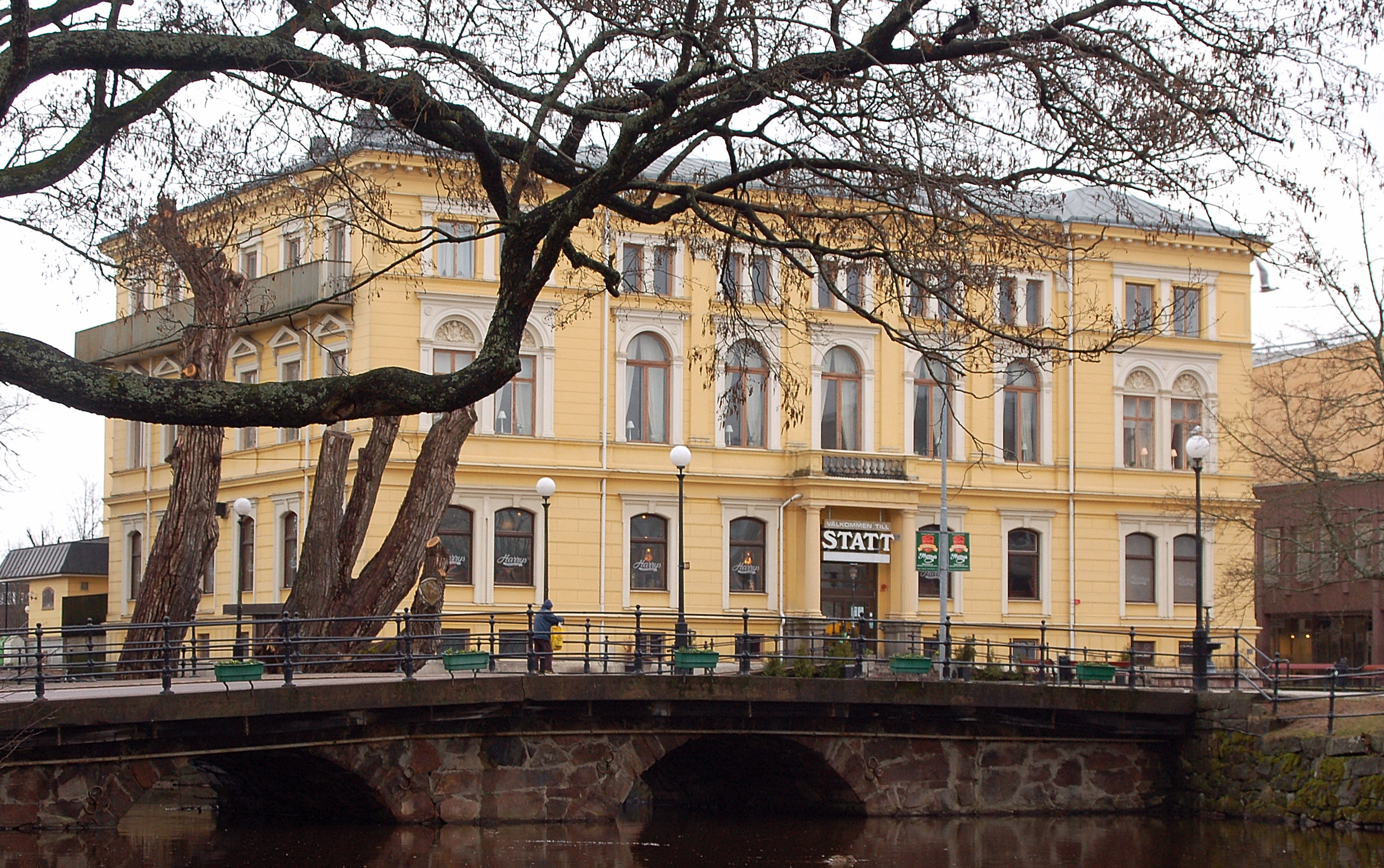

## أعلام
- أرفيد أندرسون
- كاتارينا ليندكفيست
- بونتوس هانسون
- توماس اولسون
- سارا لارسون
- تورستن بالم
- هنا اولسين